# سیارک ۶۴۲۳
سیارک ۶۴۲۳ (به انگلیسی: 6423 Harunasan، نامگذاری:1994CP2) شش هزار و چهارصد و بیست و سومین سیارک کشف شده‌است که در ۱۳ فوریه ۱۹۹۴ کشف شد.
قدر مطلق سیارک برابر ۶۱.۶ است.